# مقاطعة جيرزي (إلينوي)
مقاطعة جيرزي (بالإنجليزية: Jersey County)‏ هي إحدى المقاطعات في ولاية إلينوي في الولايات المتحدة الأمريكية.